# 赵俊文 (1925年)
赵俊文（1925年—2020年8月2日），男，山西襄垣人，中华人民共和国政治人物，西藏自治区拉萨市政协原主席。

## 生平
1946年3月参加革命，1950年随中国人民解放军第十八军进藏，历任山南分工委副秘书长、统战部副部长、地委副书记、革委会副主任，西藏自治区农牧局副局长等职。1980年至1983年，任西藏自治区农牧厅党组书记、厅长。1983年9月至1986年，任拉萨市委书记（当时设有第一书记）。1984年8月至1986年10月，任政协拉萨市第四届委员会主席。1988年3月离休。2020年8月2日在四川省成都市逝世。